# Yuya Nakasaka
Yuya Nakasaka (中坂 勇哉 Nakasaka Yuya?), född 8 maj 1997 i Tokushima prefektur, är en japansk fotbollsspelare.
Nakasaka började sin karriär 2016 i Vissel Kobe. 2018 blev han utlånad till CF Peralada. 2019 blev han utlånad till Kyoto Sanga FC.